# Aeroporto di Benina
L'Aeroporto di Benina (IATA: BEN, ICAO: HLLB, in arabo: مطار بنينة الدولي), è un aeroporto libico situato a Benina, 19 km a est di Bengasi.
L'aeroporto è gestito dall'Ufficio Libico per l'Aviazione Civile e la Meteorologia ed è il secondo più grande del paese dopo l'Aeroporto di Tripoli. È hub secondario per la compagnia di bandiera Libyan Airways oltre che per il vettore privato Buraq Air.

## Storia
L'aeroporto di Benina-Bengasi o di Soluch nacque come base militare per il Regio Esercito nel periodo coloniale della Libia italiana nella Campagna di Libia.

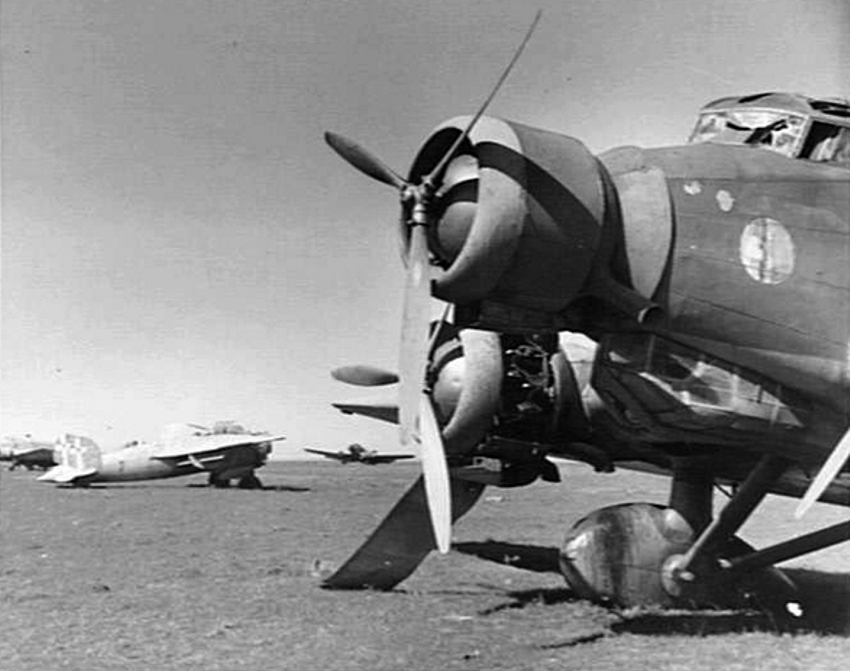
Velivoli della Regia Aeronautica a Benina nel 1941

Nel 1937 fu intitolato alla memoria del capitano pilota Willy Bocola (1906-1936), ex componente della pattuglia acrobatica Pattuglia folle della Regia Aeronautica, perito nel dicembre del 1936 in un incidente aereo occorso presso l'aeroporto di Mellaha (oggi Aeroporto militare di Mitiga), nei pressi di Tripoli: la struttura prese quindi il nome di Regio Aeroporto "Willy Bocola" Benina.
A causa dei combattimenti in corso nell'area l'Aeroporto Internazionale di Bengasi fu temporaneamente chiuso dalle autorità libiche il 16 maggio 2014 durante la guerra civile.